# Salagena irrorata
Salagena irrorata is een vlinder van de familie van de Metarbelidae. De wetenschappelijke naam van de soort is voor het eerst gepubliceerd in 1914 door Ferdinand Le Cerf.

## Verspreiding
De soort komt voor in Kenia.

## Waardplanten
De rups leeft op Afrocarpus gracilior (Podocarpaceae).